# Fábio Lucas
Fábio Lucas (Esmeraldas, 27 de julho de 1931) é um escritor e crítico literário brasileiro.
Fundador das revistas literárias Vocação e Tendência, ambas em Belo Horizonte. Desde 1949, tem colaborado em jornais e revistas literárias do Brasil, Portugal, Estados Unidos, México, Canadá, Espanha e Itália. Foi professor em quinze universidades no Brasil, Europa e Estados Unidos da América. Membro da Academia Mineira de Letras e da Academia Paulista de Letras; presidente, por duas vezes, da União Brasileira de Escritores; diretor do Instituto Nacional do Livro; membro da Associação Brasileira de Crítica Literária; sócio honorário da American Association of Spanish and Portuguese. Foi agraciado em 1970 com o Prêmio Jabuti de Literatura na categoria Estudos Literários (ensaios).

## Obras publicadas

### Crítica Literária
1. Temas literários e juízos críticos. Belo Horizonte: Tendências, 1963.
2. Compromisso literário. Rio de Janeiro: São Jose, 1964.
3. Horizontes da crítica. Belo Horizonte: MP, 1965.
4. O caráter social da literatura brasileira. Rio de Janeiro: Paz e Terra, 1970: 2a ed. São Paulo: Quíron, 1976.
5. Fronteiras imaginárias. Rio de Janeiro: Cátedra, 1971.
6. A face visível. Rio de Janeiro: J. Olympio, 1973.
7. Poesia e prosa no Brasil: Clarice, Gonzaga, Machado e Murilo Mendes. Belo Horizonte: Interlivros, 1976.
8. Razão e emoção literária. São Paulo: Duas Cidades, 1982.
9. A ficção de Fernando Sabino e Autran Dourado. Belo Horizonte: Edição do Autor, 1983.
10. Crítica sem dogma. Belo Horizonte. Imprensa Oficial, 1983.
11. O Caráter social da ficção no Brasil. São Paulo: Ática, 1985; 2a ed. 1987.
12. Vanguarda, história e ideologia da literatura. São Paulo: Ícone, 1985.
13. Contos da repressão (seleção e interpretação). Rio de Janeiro: Record, 1987.
14. Do barroco ao moderno: vozes da literatura brasileira. São Paulo: Ática, 1989.
15. Crepúsculo dos símbolos: reflexões sobre o livro no Brasil. Campinas: Pontes, 1989.
16. Poesias de Emílio Moura (seleção, interpretação, bibliografia). São Paulo: Art, 1991.
17. Fontes literárias portuguesas. Campinas: Pontes, 1991.
18. Mineiranças. Belo Horizonte: Oficina de Livros, 1991.
19. Cartas a Mário de Andrade. Rio de Janeiro: Nova Fronteira, 1993.
20. Interpretações da vida social. São Paulo: Ícone, 1995.
21. Jorge de Lima e Ferreira Gullar, o longe e o perto. Brasília: Thesaurus, 1995.
22. Luzes e trevas: Minas Gerais no século XVIII. Belo Horizonte: Editora UFMG, 1998.
23. Literatura e comunicação na era da eletrônica. São Paulo: Cortez, 2001.
24. Murilo Mendes: poeta e prosador. São Paulo: Educ, 2001.
25. Expressões da Identidade brasileira. São Paulo: Educ, 2002.
26. O poeta e a mídia: Carlos Drummond de Andrade e João Cabral de Melo Neto. São Paulo: SENAC, 2003.
27. Lições da Literatura Nordestina. Salvador: Fundação Casa de Jorge Amado, 2005.
28. Ética e Estética de Érico Veríssimo. Porto Alegre: Age, 2006.
29. O núcleo e a periferia de Machado de Assis. São Paulo: Amarilys, 2009.
30. O Poliedro da Crítica. Rio de Janeiro: Calibán, 2009.
31. Ficções de Guimarães Rosa: perspectivas. São Paulo: Amarilys, 2011.
32. Peregrinações Amazônicas: história, mitologia, literatura. São Paulo: LetraSelvagem, 2012.
33. Caros autores: Lygia Fagundes Telles, Ignácio de Loyola Brandão, Mário Quintana, Jorge Amado. São Paulo: RG Editores, 2013.
34. Futurações do passado imperfeito: digressões de um caniço pensante. São Paulo: Giordanus, 2014.
35. Novas Mineiranças. Belo Horizonte: Editora Baobá, 2016.

### Economia e Ciências Sociais
1. Introdução ao estudo da repartição da renda. Belo Horizonte: 1959.
2. A remuneração do trabalhador. Belo Horizonte: 1959.
3. Conteúdo social nas constituições brasileiras. Belo Horizonte: 1959.
4. Economia e política. Belo Horizonte: 1959.
5. A redistribuição da renda. Belo Horizonte: 1963.
6. Igualdade e desigualdade das rendas. Belo Horizonte: 1963.
7. O estado moderno e a redistribuição pelo imposto. Belo Horizonte: 1963.
8. Textos de teoria e repartição da renda social (IV). Belo Horizonte: 1967.
9. Iniciação à macroeconomia. Rio de Janeiro: Forense, 1968.
10. Intérpretes da vida social. Belo Horizonte: IP, 1968.
11. Economia e Ciências Sociais (organização, introdução e tradução). Rio: Zahar, 1969.
12. Síntese da história econômica em Minas Gerais. Porto Alegre: Terra e Povo, Ed. Globo, 1970.
13. A guerra do Brasil (organização, introdução e colaboração). São Paulo: Texto novo, 2000.

### Tradução
1. Introdução ao método de Paul Valery. André Maurois, Campinas: Pontes, 1990.

### Ficção
1. A mais bela história do mundo. São Paulo: Global, 1996, 4ª ed. 2012.
2. O Zelador do Céu e seus comparsas. Mossoró-RN: Sarau das Letras, 2012.
3. Um livro cheio de prosa. São Paulo: Giordanus, 2014, ilustrações de Nani, 110 pp.

### Edição Crítica
1. Glaura. Manuel da Silva Alvarenga (ensaio, cronologia e notas ao texto). São Paulo: Companhia das Letras,     1996.
2. Os melhores poemas de Henriqueta Lisboa. São Paulo: Global, 2001. (Melhores Poemas).

### Edições Especiais
1. Presença de Cortázar. São Paulo: Fundação Memorial da  América Latina, 1995.
2. Sobre “Um gosto de mulher” De Carlos Mero. São Paulo: Scortecci, 1996.
3. Melhores contos de Marcos Rey (seleção e apresentação). São Paulo: Global, 1998.
4. IX sonetos da Inconfidência. Ildásio Tavares. São     Paulo: Lemos: Giordano, 1999.
5. Cartas aos amigos Caio Porfírio Carneiro e Fábio Lucas, de João Antonio. S. Paulo: Ateliê/Oficina do Livro,     2005.
6. Nove Cartas - Razões e Contra-Razões - João Cabral de Melo Neto, João Antônio, Fábio Lucas, São Paulo: Oficina do Livro, Rubens Borba de Moraes, 2008 (ed. fora de comércio).
7. Das cartas do meu pai: trechos de um grande amor. Belo Horizonte: 2016.

## Títulos honoríficos e Prêmios Recebidos
- 1962: Personagem do ano no setor de Literatura, em inquérito realizado pelo semanário O Binômio entre jornalistas e intelectuais de Belo Horizonte, MG.
- 1966: Professor honorário de “The American for Foreign Trade” de Phoenix, Arizona, USA.
- 1970: Prêmio Jabuti da Câmara Brasileira do Livro, em S. Paulo, setor de “Estudos Brasileiros”, concedido ao livro O Caráter Social da Literatura Brasileira.
- 1981: Personalidade cultural do ano, título concedido pelo Prêmio Fernando Chinaglia da União Brasileira de Escritores, seção do Rio de Janeiro.
- 1982: Prêmio Crítica, Os melhores do ano da Associação Paulista de Críticos de Arte (APCA) pela obra Razão e Emoção Literária.
- 1983: Medalha da Inconfidência, pelo então Governador do Estado de Minas Gerais Tancredo Neves .
- 1992: Prêmio Juca Pato, como Intelectual do Ano, conferido pela União Brasileira de Escritores (UBE), juntamente com o jornal Folha de S.Paulo.
- 1995: Homenageado pela Cidade de São Paulo "por sua contribuição à cultura e à democracia nos últimos 21 anos", pelo então Prefeito Mário Covas.
- 2000: Medalha de Honra ao Mérito Machado Assis, conferida pela UBE/New York.
- 2001: Troféu Amigo do Livro, conferido pela Câmara Brasileiro do Livro, Rio de Janeiro.
- 2005: Medalha Santos Dumont pelo Governo do Estado de Minas Gerais.
- 2006: Prêmio da Fundação Conrado Wessel em Literatura.
- 2015: Prêmio de Minas Gerais de Literatura.